# Balls 8

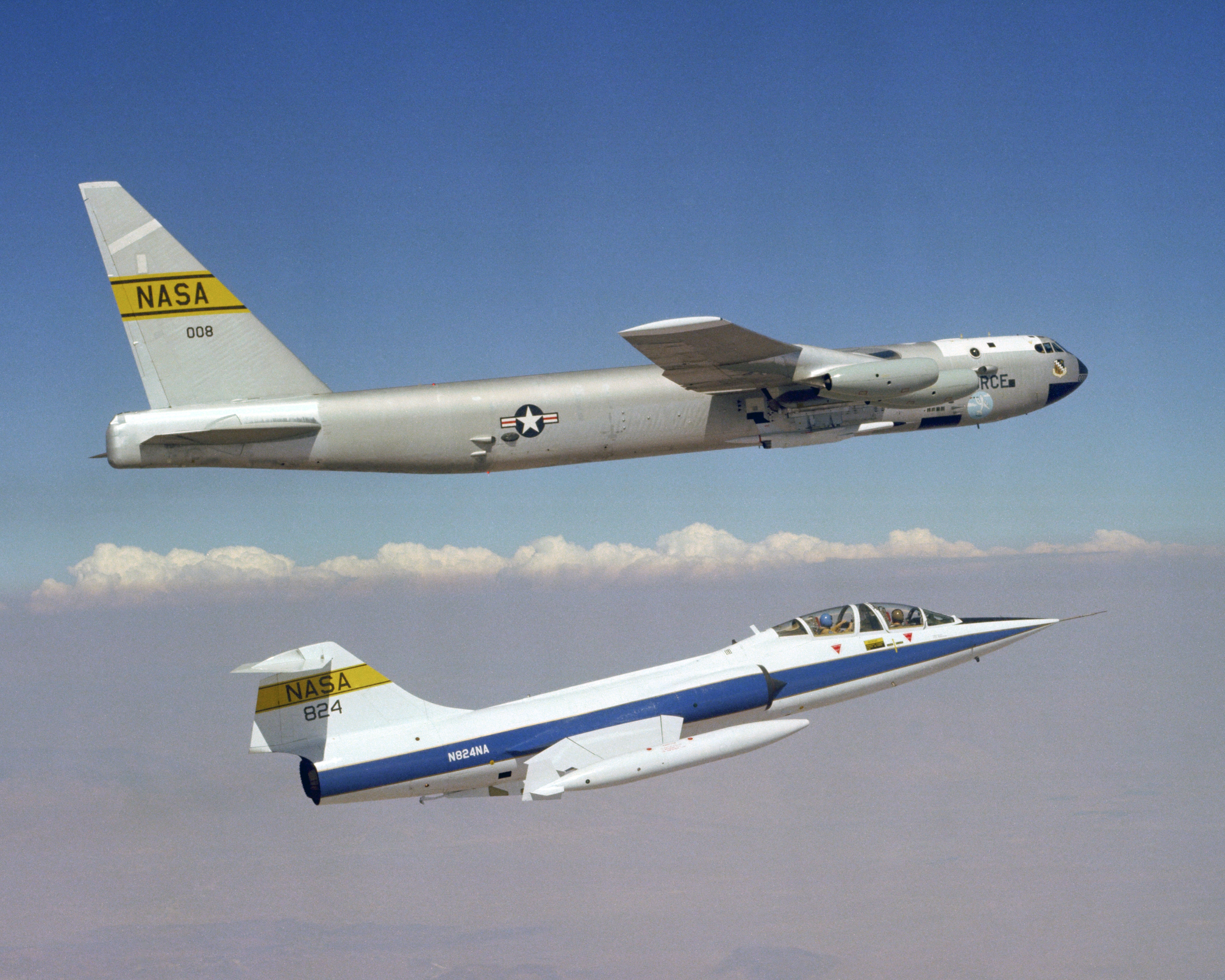
„Balls 8” (u góry) w towarzystwie TF-104G Starfightera

Balls 8 – Boeing B-52 Stratofortress (NB-52B) należący do NASA (numer płatowca 52-0008) i przystosowany do roli nosiciela samolotów doświadczalnych, takich jak North American X-15.

## Historia egzemplarza

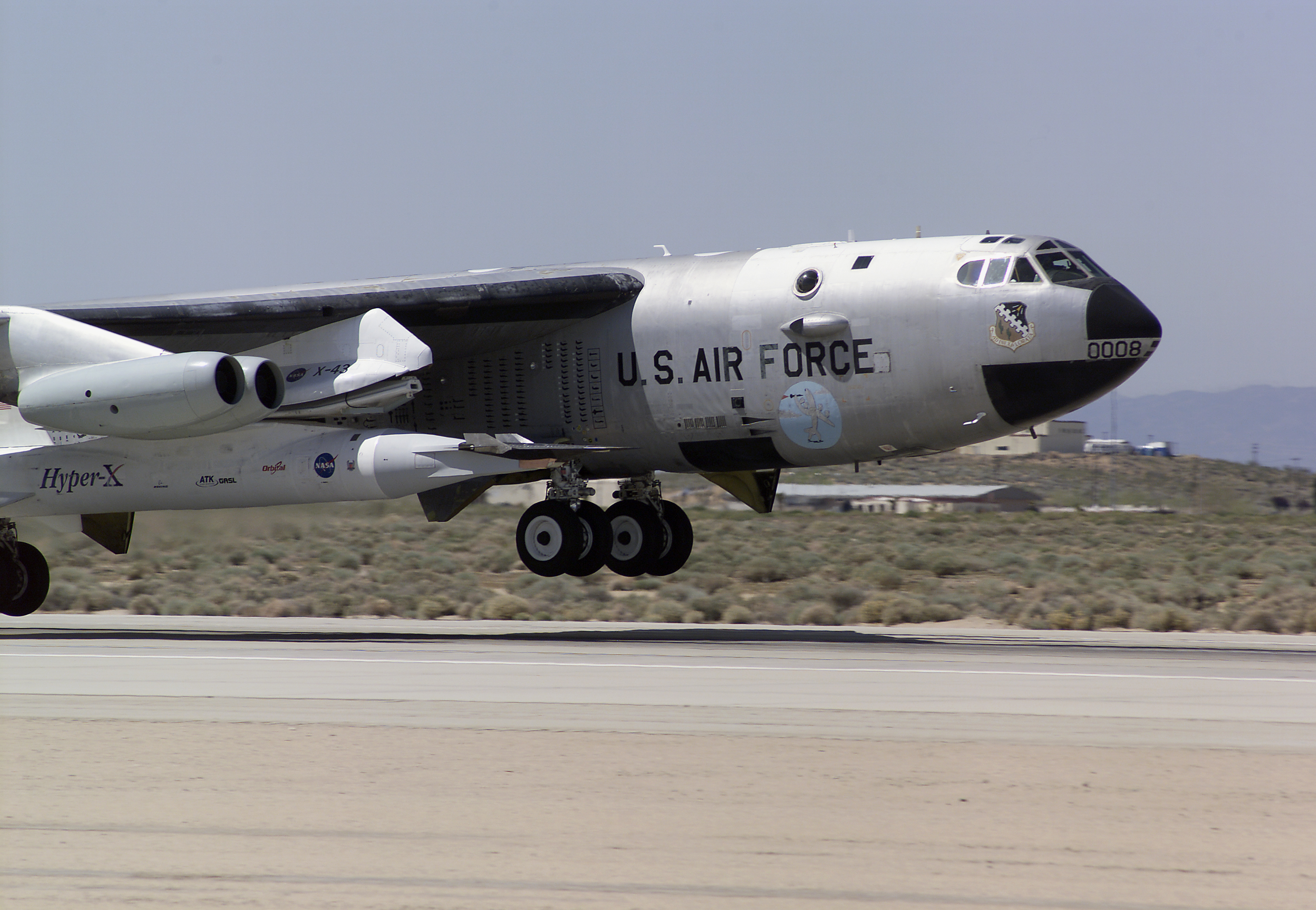
„Balls 8” startujący z X-43

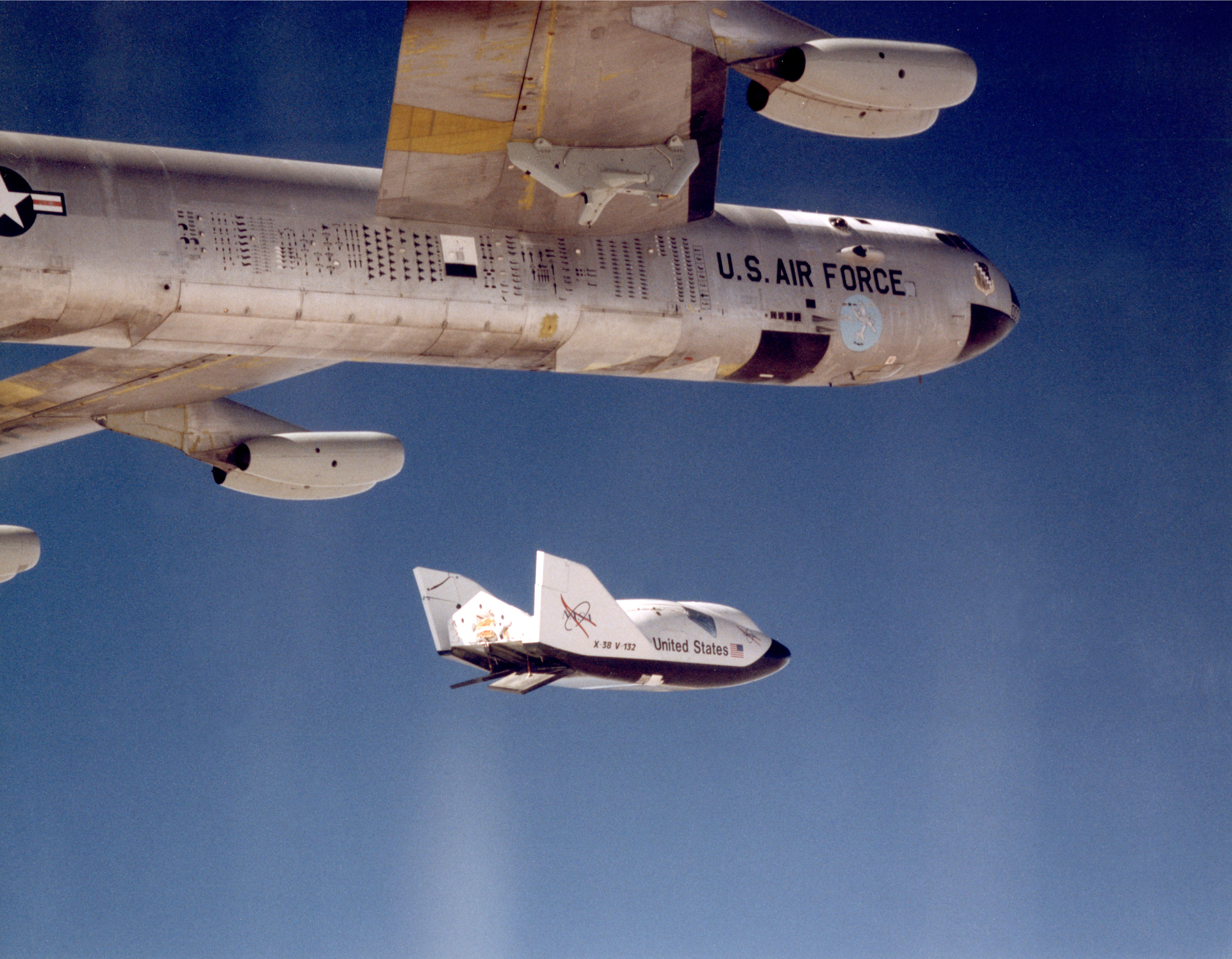
„Balls 8” zwalniający X-38 w lipcu 1999 roku; na kadłubie Stratofortressa dobrze widoczne oznaczenia zrealizowanych przez samolot misji

52-0008 (w NASA oznaczony jako 008) powstał w zakładach Boeinga w Seattle pierwotnie jako RB-52B, czyli rozpoznawcza odmiana Stratofortressa („R” jak Reconnaissance). Oblatano go 11 czerwca 1955 roku. Początkowo latał jako maszyna doświadczalna w składzie USAF-u, a w 1959 stał się jednym z dwóch „samolotów matek” w programie X-15.
W sumie „Balls 8” służył jako nosiciel w 140 lotach X-15 w okresie od czerwca 1959 do października 1968 roku. Po zakończeniu tego programu był użytkowany w praktycznie każdym kolejnym programie badawczym NASA wymagającym zwolnienia badanego aparatu latającego w powietrzu. W latach 1966–1975 wynosił w powietrze takie maszyny doświadczalne, jak Northrop HL-10 w układzie latającego kadłuba (127 ze 144 lotów). W latach 1977–1978 i 1983–1985 „Balls 8” służył jako samolot nosiciel w badaniach systemu spadochronowego wykorzystywanego do odzyskiwania rakiet na paliwo stałe, napędzających startujące wahadłowce kosmiczne. Latem i jesienią 1990 roku badano z kolei za jego pomocą spadochron hamujący dla samego wahadłowca.
Poza powyższymi długotrwałymi programami badawczymi „Balls 8” wynosił w powietrze również inne doświadczalne statki powietrzne (lub ich elementy). Znalazły się w tym gronie między innymi kapsuła ratunkowa F-111, X-38 (Crew Return Vehicle) czy X-43A (program Hyper-X). Ostatni lot X-43A – zwolnionego w powietrzu przez 008 – odbył się 16 listopada 2004 roku; był to zarazem ostatni lot badawczy w wykonaniu „Balls 8”.
Oficjalnie 008 wycofano ze służby 17 grudnia 2004 roku; ceremonii pożegnalnej przewodniczył były pilot doświadczalny Ed Schneider. Następnie maszynę wystawiono przy bramie bazy lotniczej Edwards.
„Balls 8” zakończył karierę, będąc najstarszym wciąż latającym Stratofortressem i najstarszym samolotem należącym do NASA. Zarazem jednak, dzięki ograniczonemu wykorzystywaniu wyłącznie do lotów badawczych, miał on najmniejszy nalot ze wszystkich latających B-52 (niecałe 2444 godziny).

## Konstrukcja
Podstawową zmianą konstrukcyjną w stosunku do seryjnych Stratofortressów było wycięcie kawałka klapy na wewnętrznej części prawego skrzydła, tak aby zrobić miejsce dla statecznika pionowego X-15. Poza tym na przestrzeni lat maszynie instalowano pylony do przenoszenia badanych statków powietrznych (zawsze pod prawym skrzydłem, między wewnętrzną parą silników a kadłubem), a także różnorodną aparaturę pomiarową. Samolot napędzało osiem silników Pratt & Whitney J57-P-19.
Najcięższy ładunek wyniesiony przez 008 ważył 53 100 funtów (24 086 kilogramów) – był to drugi egzemplarz X-15 wraz z dodatkowymi zewnętrznymi zbiornikami paliwa.

## Nazwa
Popularne przezwisko samolotu „Balls 8” pochodziło od numeru przydzielonego mu przez NASA: 008. Maszynę nazywano też jednak po prostu „Double-0-eight” (czyli właśnie 008).

## Następca
W lipcu 2001 roku NASA przejęła od USAF-u Stratofortressa w wersji B-52H (numer płatowca 61-0025), mającego wykonywać zadania „Balls 8”. Maszyna pierwotnie służyła w 23. Eskadrze Bombowej stacjonującej w bazie lotniczej Minot. Kiedy okazało się, że w przewidywalnej przyszłości nie będą prowadzone programy wymagające użycia takiego nosiciela, bombowiec zwrócono wojskom lotniczym, które zamierzały szkolić za jego pomocą mechaników.